# Lubcz (jezioro)
Lubcz – jezioro na Równinie Gryfickiej, położone w woj. zachodniopomorskim, w powiecie kamieńskim, w gminie Golczewo. Powierzchnia jeziora wynosi 4,14 ha. Według typologii rybackiej jest to jezioro karasiowe.
Jezioro położone jest 1,3 km na północny zachód od wsi Imno.
Lubcz otaczają z każdej strony lasy, który zostały wyznaczone jako lasy wodochronne. Od strony północnej oraz zachodniej las występuje nad brzegiem.
Nazwę Lubcz wprowadzono urzędowo w 1949 roku, zmieniając poprzednią niemiecką jeziora – Gross Lubs See.